# Prix Jean Améry
Le prix Jean Améry est un prix littéraire autrichien créé en 1982 par Maria Améry, la veuve de Jean Améry, et par les éditions d'Améry Klett-Cotta Verlag.
Tous les deux ou trois ans, en octobre, il couronne un essayiste. Il a été rénové en 1999 par Robert Menasse et distingue une « prestation exceptionnelle dans le domaine des essais sur des thèmes contemporains. » 

## Lauréats
- 1982 : Lothar Baier
- 1985 : Barbara Sichtermann
- 1988 : Mathias Greffrath
- 1991 : Reinhard Merkel
- 2000 : Franz Schuh
- 2002 : Doron Rabinovici
- 2004 : Michael Jeismann, journaliste, pour Auf Wiedersehen gestern. Die deutsche Vergangenheit und die Politik von morgen
- 2007 : Drago Jančar
- 2009 : Imre Kertesz
- 2012 : Dubravka Ugresic
- 2016 : Adam Zagajewski
- 2018 : Karl-Markus Gauß
- 2020 : Ivan Krastev